# 長門本山駅

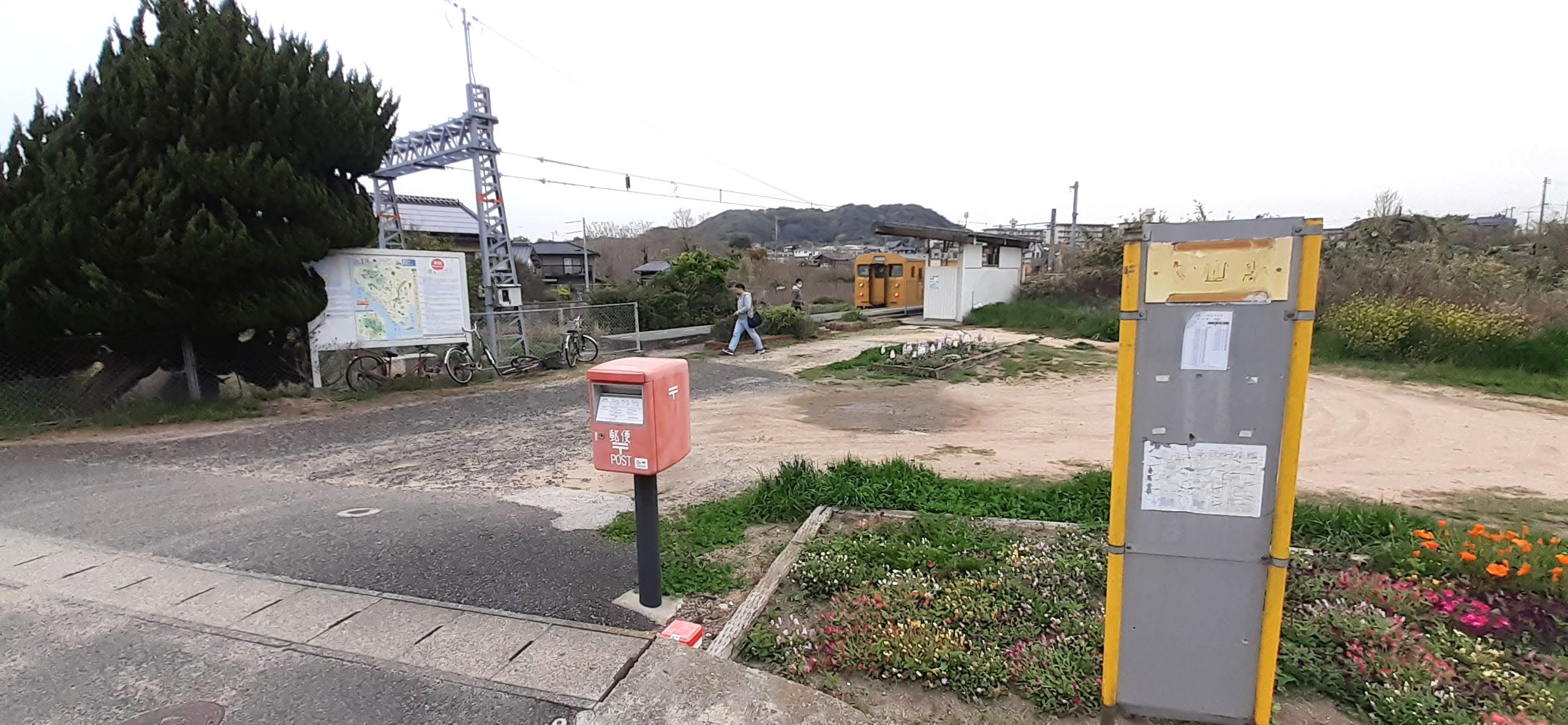
駅全景、ポストと「本山駅」バス停（2021年4月）

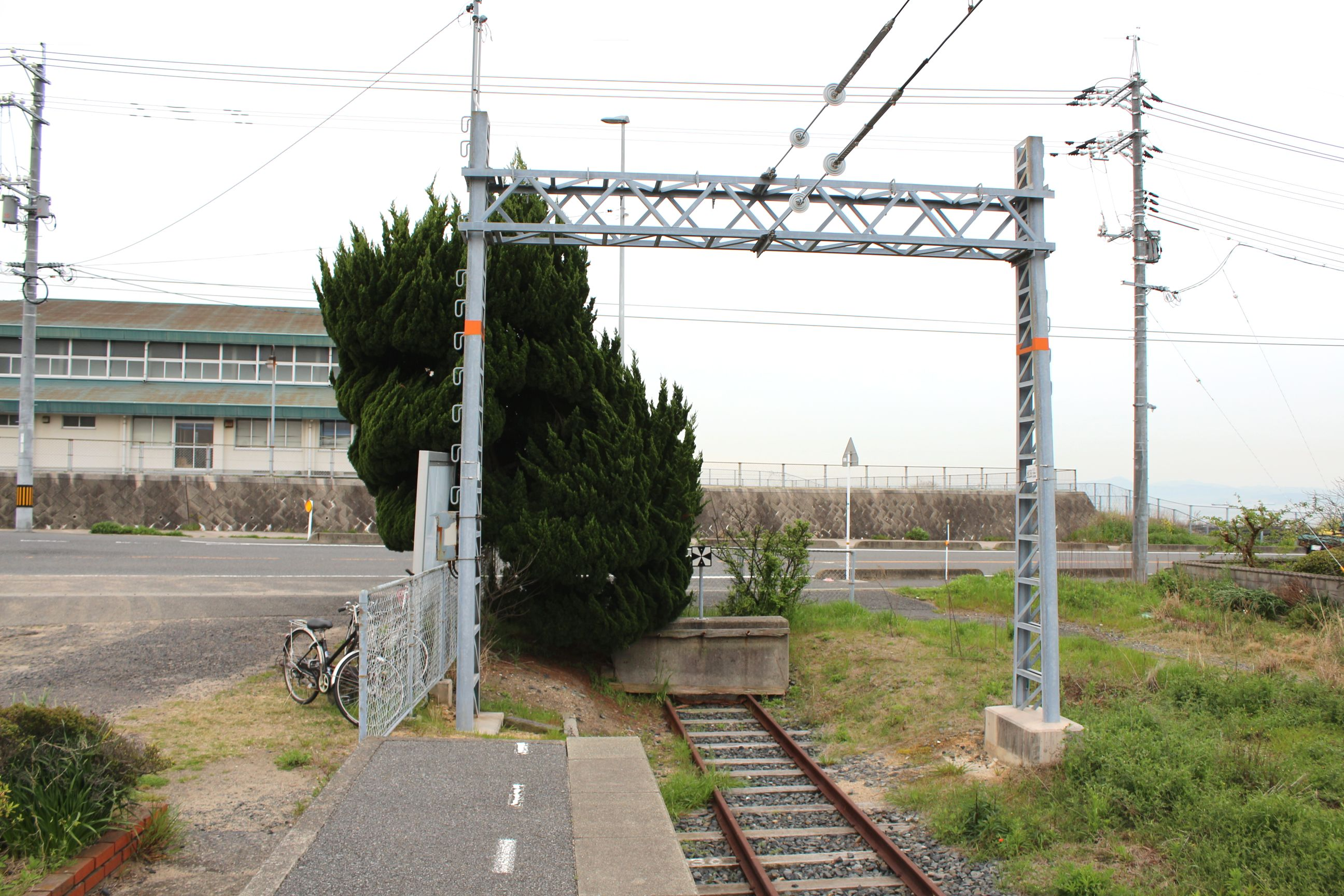
線路終端、右奥は周防灘（2021年4月）

長門本山駅（ながともとやまえき）は、山口県山陽小野田市大字小野田字三の奈良原にある、西日本旅客鉄道（JR西日本）小野田線支線（通称：本山支線）の駅。同支線の終着駅である。

## 歴史
- 1937年（昭和12年）1月21日：宇部電気鉄道の路線として現在の本山支線に当たる区間の開業時に、本山駅（もとやまえき）として開設[2]。
- 1941年（昭和16年）12月1日：宇部鉄道に合併[4]。同時に長門本山駅（ながともとやまえき）に改称[2]。
- 1943年（昭和18年）5月1日：宇部鉄道が国有化され、鉄道省の駅になる[2]。
- 1963年（昭和38年）10月1日：貨物取扱廃止[2]。
- 1971年（昭和46年）10月1日：荷物扱い廃止[5]。無人駅となる[6]。
- 1987年（昭和62年）4月1日：国鉄分割民営化に伴い、西日本旅客鉄道（JR西日本）に継承[2]。

## 駅構造
車止めに向かって左側に単式ホーム1面1線を有する地上駅。来た列車がそのまま折返すだけの構造となっている。
宇部新川駅管理の無人駅であり、自動券売機等の設備は無い。かつては駅舎があったが取り壊され、待合室とホームのみとなった。かつて汲取り式男女共用トイレがあったが、現在は閉鎖されている。
列車は朝と夕方しか発着が無いが、2002年（平成14年）3月22日までは22時台まで列車が設定されていた。

## 利用状況
1日平均乗車人員は以下の通り。
| 乗車人員推移 | 乗車人員推移 |
| 年度         | 1日平均人数  |
| ------------ | ------------ |
| 1999         | 80           |
| 2000         | 63           |
| 2001         | 56           |
| 2002         | 89           |
| 2003         | 47           |
| 2004         | 33           |
| 2005         | 26           |
| 2006         | 21           |
| 2007         | 23           |
| 2008         | 23           |
| 2009         | 22           |
| 2010         | 20           |
| 2011         | 15           |
| 2012         | 19           |
| 2013         | 20           |
| 2014         | 22           |
| 2015         | 23           |
| 2016         | 26           |
| 2017         | 22           |
| 2018         | 24           |
| 2019         | 18           |
| 2020         | 11           |
| 2021         | 14           |
| 2022         | 22           |

## 駅周辺
山陽小野田市南端部の周防灘沿いに位置する。駅前を山口県道354号妻崎開作小野田線が通っている。駅周辺は住宅地となっている。海の向こう側の大分県が見える。
- 旧本山炭鉱斜坑口（市指定文化財)：宇部炭鉱も参照。
- 竜王山
- 竜王山公園
- きららビーチ焼野
- 浜河内緑地公園
- 山陽小野田市立本山小学校
- 山陽小野田市本山公民館
- 本山ドリーム体育館
- 小野田本山郵便局
- きらら交流館
- きららガラス未来館
- 本山岬

### バス路線
駅前に「本山駅」バス停があり、本山岬行きおよび小野田駅、船木方面行きの船木鉄道のバスが1時間に1本程度ある。

## 隣の駅
西日本旅客鉄道（JR西日本）
■小野田線（本山支線）
浜河内駅 - 長門本山駅